# Ibarra (Guipúzcoa)
Ibarra là một đô thị trong tỉnh Guipúzcoa thuộc cộng đồng tự trị Xứ Basque, Tây Ban Nha.By 2003 INE figures Ibarra had a total population of 4.374.